# Ečmiadzinska stolnica
Ečmiadzinska stolnica (armensko Էջմիածնի մայր տաճար, latinizirano: Ēǰmiatsni mayr tačar) je matična cerkev Armenske apostolske cerkve v mestu Vagaršapat (Ečmiadzin) v Armeniji. Po mnenju večine znanstvenikov je bila to prva stolnica, zgrajena v antični Armeniji in se pogosto šteje za najstarejšo stolnico na svetu.
Prvo cerkev je v začetku 4. stoletja - med letoma 301 in 303 - zgradil armenski zavetnik Gregor Razsvetitelj, potem ko je kralj Tiridat III. sprejel krščanstvo kot državno vero. Zgrajena je bila nad poganskim templjem in je simbolizirala prehod iz poganstva v krščanstvo. Jedro sedanje zgradbe je leta 483/4 zgradil Vahan Mamikonian, potem ko je bila stolnica močno poškodovana v perzijski invaziji. Ečmiadzin je bil od ustanovitve do druge polovice 5. stoletja sedež katolikosa, vrhovnega poglavarja armenske cerkve.
V 7. stoletju je katolikos Narzes III. zgradil razkošno palačo z veličastno trinadstropno okroglo cerkvijo sv. Gregorja. Od cerkvenega kompleksa so ohranjene le ruševine.
Čeprav nikoli ni izgubila svojega pomena, je stolnica kasneje doživela stoletja navideznega zanemarjanja. Leta 1441 so jo obnovili kot katolikosat in je kot taka še danes. [34] Od takrat je matični sedež svetega Ečmiadzina upravni sedež armenske cerkve. Leta 1604 jo je oropal šah Abas I. Perzijski, ko so relikvije in kamenje odnesli v Novo Julfo, da bi spodkopali navezanost Armencev na njihovo zemljo. Od takrat je stolnica doživela številne prenove. Zvoniki so bili dodani v drugi polovici 17. stoletja in leta 1868 je bila na vzhodnem koncu zgrajena zakristija. Danes vključuje sloge različnih obdobij armenske arhitekture. Opuščena v zgodnjem sovjetskem obdobju, je ponovno oživela v drugi polovici 20. stoletja in pod neodvisno Armenijo.
Ečmiadzinska stolnica je bil kot glavno svetišče armenskih kristjanov po vsem svetu in pomembno mesto v Armeniji ne le versko, ampak tudi politično in kulturno. Veliko romarsko mesto, je eno najbolj obiskanih krajev v državi. [36] Poleg nekaj pomembnih zgodnjesrednjeveških cerkva v bližini je bila  stolnica leta 2000 vpisana na seznam Unescove svetovne dediščine.

## Zgodovina

### Ustanovitev in etimologija
Po armenski cerkveni tradiciji je bila stolnica zgrajena med letoma 301 in 303, v bližini kraljeve palače v takratnem armenskem glavnem mestu Vagharshapat, na lokaciji poganskega templja. Armensko kraljestvo je pod Tiridatom III. leta 301 postalo prva država na svetu, ki je sprejela krščanstvo kot državno vero. Agathangelos v svoji Zgodovini Armencev pripoveduje legendo o nastanku stolnice. Piše, da je armenski zavetnik Gregor Razsvetitelj videl, kako se Jezus Kristus spušča z neba in trka v zemljo z zlatim kladivom, da bi pokazal, kje naj bi bila zgrajena stolnica. Zato je patriarh cerkvi dal ime Ečmiadzin (էջ ēĵ 'spust' + մի mi 'samo' + -ա- -a- (povezovalni element) + ծին tsin 'rojen'), kar pomeni  'spust Edinorojenega [božjega sina]'. Vendar se je ime Ečmiadzin začelo uporabljati šele v 15. stoletju, medtem ko ga prejšnji viri imenujejo 'stolnica Vagharshapat'. Praznik stolnice svetega Ečmiadzina (Տոն Կաթողիկե Սբ. Էջմիածնի) armenska cerkev praznuje 64 dni po veliki noči, med tem pa se »poje posebna hvalnica, ki jo je napisal katolikos Sahak III. iz Dzoraporja iz 8. stoletja in pripoveduje o sv. Gregorja viziji in gradnji stolnice.« 
| Oblika prve cerkve iz 4. stoletja kot predlaga Aleksander Sahinian (1966) |                                                       |
| Tloris                                                                    | Pogled na stranski prerez · Fasada stranskega prereza |

Med arheološkimi izkopavanji v stolnici v letih 1955–56 in 1959, ki jih je vodil arhitekturni zgodovinar Aleksander Sahinijan, so bili odkriti ostanki prvotne stavbe iz 4. stoletja - vključno z dvema stopnjama stebričkov pod sedanjimi in ožjo oltarno apsido pod sedanjo. Na podlagi teh ugotovitev je Sahinijan trdil, da je bila prvotna cerkev tridelna obokana bazilika, podobna bazilikam v Tekorju, Aštaraku in Aparanu (Kasakh). Vendar so drugi učenjaki zavrnili Sahinovo stališče. Med njimi sta Suren Eremijan in Armen Hačatrjan trdila, da je bila prvotna cerkev v obliki pravokotnika s kupolo, podprto s štirimi stebri. Stepan Mnacakanjan je predlagal, da je bila prvotna zgradba »nadstrešnica, postavljena na križu [tloris]«, medtem ko raziskovalec arhitekture Vahagn Grigorjan predlaga, kar Mnacakanjan opisuje kot »skrajni pogled«, po katerem je bila stolnica v bistvu v enaki obliki kot danes.

## Rekonstrukcija in propad
Po Faustusu iz Bizanca sta bila stolnica in mesto Vagharshapat skoraj v celoti uničena med invazijo perzijskega kralja Šapurja II. v 360-ih letih (okoli 363). Zaradi neugodnih gospodarskih razmer v Armeniji sta stolnico le delno obnovila katolikos Narzes I. Veliki (vladal 353–373) in Sahak Partev (vladal 387–439).
Leta 387 je bila Armenija razdeljena med Rimsko in Sasanidsko cesarstvo. Vzhodni del Armenije, kjer je bil Ečmiadzin, je ostal pod oblastjo armenskih vazalnih kraljev, ki so bili podvrženi Perziji, vse do leta 428, ko je bilo Armensko kraljestvo razpuščeno.
Leta 450 je v poskusu, da bi Armencem vsilil zaratustrstvo, sasanidski kralj Jezdegerd II. zgradil ognjeni tempelj znotraj stolnice. Med izkopavanji v 1950-ih so pod oltarjem vzhodne apside izkopali grmado ognjenega templja.}} 
Do zadnje četrtine petega stoletja je bila stolnica propadajoča. Po besedah Ghazarja Parpecija jo je marzban (guverner) perzijske Armenije Vahan Mamikonjan leta 483/4 obnovil iz temeljev, ko je bila država razmeroma stabilna, po boju za versko svobodo proti Perziji. Večina raziskovalcev je zaključila, da je bila torej cerkev spremenjena v cerkev v obliki križa in je večinoma dobila svojo sedanjo obliko. Nova cerkev se je zelo razlikovala od prvotne in je bila »sestavljena iz štirikotno-apsidalne dvorane, zgrajene iz dolgočasnega oz. sivega kamna s štirimi stoječimi stebri v obliki križa, ki so podpirali kamnito kupolo«. Nova stolnica je bila »po obliki kvadrat, ki obdaja grški križ in je vsebovala dve kapeli, po eno na obeh straneh vzhodne apside«. Kot je dejal Robert H. Hewsen, je bila zasnova nove cerkve mešanica zoroastrskega ognjenega templja in mavzoleja klasične antike.
Čeprav je bil sedež katolikosov nekje v 460. – 470. ali 484 premeščen v Dvin, stolnica ni nikoli izgubila svojega pomena in je ostala »eno največjih svetišč armenske cerkve«. Zadnje znane prenove do 15. stoletja sta leta 618 (po besedah Sebeosa) izvedla katolikos Komitas in katolikos Narzes III. (vladal 640–661). Leta 982 je križ stolnice menda odstranil arabski emir.
V teh stoletjih zanemarjanja se je »stanje stolnice tako zelo poslabšalo«, da je nadškofa Stepanosa Orbelijana spodbudilo, da je leta 1300 napisal eno svojih najpomembnejših pesmi, Žalujoč v imenu stolnice (Ողբ ի դիմաց Կաթողիկէին – Voğb i dimats Katoğikein). V pesmi, ki govori o posledicah mongolskih in mameluških vpadov v Armenijo in Kilikijo, je Orbelijan upodobil stolnico Ečmiadzin »kot žensko v žalovanju, ki razmišlja o svojem nekdanjem sijaju in svojim otrokom govori, vrnite se v svojo domovino [...] in ji povrnite slavo«. 

### Od oživitve do plenjenja
Po padcu armenskega kraljestva Kilikija leta 1375 je sveti sedež doživel propad in zmešnjavo. Katolikosat Aghtamar in lokalno vplivni škofje Syunika so okrepili pomen regije okoli Ečmiadzina. Leta 1441 se je v Ečmiadzinu sestal generalni svet nekaj sto verskih oseb in izglasoval ponovno ustanovitev katolikozata. Stolnico je med leti 1441 in 1443 obnovil katolikos Kirakos (Cyriacus). Takrat bil je Ečmiadzin pod nadzorom turškega Kara Koyunlu, toda leta 1502 je safavidski Iran dobil nadzor nad deli Armenije, vključno z Ečmiadzinom in Armenski cerkvi podelil nekaj privilegijev. 
V 16. in 17. stoletju je Armenija trpela zaradi svoje lokacije med Perzijo in osmansko Turčijo ter spopadov med tema dvema cesarstvoma. Hkrati z deportacijo do 350.000 Armencev v Perzijo s strani šaha Abasa I. v okviru razgaljene zemeljske politike med vojno z Osmanskim cesarstvom je bil leta 1604 Ečmiadzin oropan. Šah je želel »pregnati armensko upanje, da se bodo vrnili v domovino« s selitvijo verskega središča Armencev v Iran, da bi v Perziji zagotovili močno armensko navzočnost. Želel je uničiti stolnico in posmrtne ostanke prinesti v Isfahan. V tem primeru so bili le nekateri pomembni kamni - oltar, kamen, kamor se je Jezus Kristus spustil v skladu s tradicijo in najsvetejša relikvija armenske cerkve, desna roka Gregorja Razsvetitelja - preseljeni v Novo Julfo, v Isfahanu v osrednjem Iranu. Vključili so jih v lokalno armensko cerkev sv. Jurija, ko je bila zgrajena leta 1611 . Šah Abas naj bi papežu ponudil stolnico.

### 17.–18. stoletje
Od leta 1627 je stolnica doživela večjo prenovo pod katolikosom Movsesom, ko so bili popravljeni kupola, strop, streha, temelji in tlakovanje. V tem času so okoli stolnice zgradili celice za menihe, gostišče in druge strukture. Poleg tega je bil okoli stolnice zgrajen zid, zaradi česar je bila podobna trdnjavskemu kompleksu.  Eli Smith je leta 1833 zapisal: »Celotni prostori so obdani z visokim obzidjem, obkroženim s krožnimi stolpi in imajo zunaj videz trdnjave. Znotraj je mesto v miniaturi« . Douglas Freshfield je leta 1869 zapisal, da »sta samostan in stolnica znotraj velikega utrjenega ograjenega prostora« in trdili so, da se je »v svojem času uprla številnim napadom nevernikov« .
Obnovitve je prekinila osmansko-safavidska vojna 1635–36, med katero je stolnica ostala nedotaknjena.  Obnova se je nadaljevala v času katolikosa Piliposa (1632–55), ki je zgradil nove celice za menihe in prenovil streho. V tem stoletju so zvonike dodali številnim armenskim cerkvam. Leta 1653–54 se je začel graditi zvonik v zahodnem krilu stolnice Ečmiadzin. Dokončal jo je leta 1658 katolikos Hakob IV. Jugayeci. Po Hewsenu je zvon tibetanskega izvora z budističnim napisom, »verjetno že dolgo pozabljen dar nekega mongolskega ali ilhanidskega kana«. Desetletja pozneje, leta 1682, je katolikos Jaghiazar zgradil manjše zvonike iz rdečega tufa na južnem, vzhodnem in severnem krilu.
Obnove Ečmiadzina so se nadaljevale v 18. stoletju. Leta 1720 sta katolikos Astvacatur in nato 1777–83 Simeon I. iz Erevana ukrepala pri ohranjanju stolnice. Leta 1770 je Simeon I. v bližini Ečmiadzina, prvega v Armeniji, ustanovil založbo. V času Simeonove vladavine je bil samostan popolnoma obzidan in ločen od mesta Vagharshapat. Katolikos Ghukas (Lucas) je nadaljeval obnove v letih 1784–86. 

### Ruski prevzem
Ruski imperij je do začetka 19. stoletja postopoma prodrl na Kavkaz. Perzijski Erevanski kanat, v katerem je bil Ečmiadzin, je postal pomembna tarča Rusov. Junija 1804, med rusko-perzijsko vojno (1804–13), so ruske čete pod vodstvom generala Pavla Cicijanova poskušale zavzeti Ečmiadzin, vendar niso uspele. Nekaj dni po poskusu so se Rusi vrnili v Ečmiadzin, kjer so presenečeno ujeli drugačno perzijsko silo in jih usmrtili. Cicijanove sile so vstopile v Ečmiadzin, ki so po besedah Auguste Bontems-Leforta, sodobnega francoskega vojaškega odposlanca v Perziji, oropale in resno poškodovale armenske verske zgradbe.  Kmalu zatem so se morali Rusi zaradi uspešne perzijske obrambe Erevana prisilno umakniti z območja.  Po Bontems-Lefortovem mnenju je bilo rusko vedenje v Ečmiadzinu v nasprotju s perzijskim kraljem, ki je z lokalnim krščanskim prebivalstvom ravnal spoštljivo.
13. aprila 1827, med rusko-perzijsko vojno (1826–28), so Ečmiadzin brez boja zajele ruske čete generala Ivana Paskeviča in ga uradno pripojili Rusiji, s perzijsko nadzorovanimi deli Armenije, ki približno ustrezajo ozemlju moderne republike Armenije (znane tudi kot vzhodna Armenija), v skladu s pogodbo iz leta 1828 iz Turkmenčaja.
Stolnica je uspevala pod rusko vladavino, kljub sumu, da je cesarska ruska vlada menila, da bi Ečmiadzin postal »možno središče armenskega nacionalističnega gibanja«. Uradno je Ečmiadzin postal verski center Armencev, ki so živeli v Ruskem cesarstvu s statutom ali ustavo iz leta 1836 (polozhenie). 
Leta 1868 je katolikos Gevorg IV. naredil zadnjo večjo spremembo stolnice, tako da je na njenem vzhodnem koncu dodal zakristijo. Leta 1874 je v prostorih stolnice ustanovil Gevorgijsko semenišče, bogoslovno šolo-kolegij. Katolikos Markar I. se je leta 1888 lotil obnove notranjosti stolnice.

### 20. stoletje in naprej
Leta 1903 je ruska vlada izdala ukaz o zaplembi posesti armenske cerkve, vključno z zakladi Ečmiadzina. Ruski policisti in vojaki so vstopili in zasedli stolnico. Zaradi narodnega upora in osebnega kljubovanja katolikosa Mkrtiča Khrimjana je bil edikt leta 1905 razveljavljen.
Med armenskim genocidom je stolnica Ečmiadzin z okolico postala glavno središče turških armenskih beguncev. Konec leta 1918 je bilo v okrožju Ečmiadzin približno 70.000 beguncev. Bolnišnico in sirotišnico v okviru stolnice je do leta 1919 ustanovila in vzdrževala Armenska pomoč na Bližnjem vzhodu s sedežem v ZDA.
Spomladi 1918 je bila stolnica v nevarnosti napada Turkov. Pred majsko 1918 bitko pri Sardarabadu, ki se je odvijala le nekaj kilometrov stran od stolnice, je civilno in vojaško vodstvo Armenije predlagalo katolikosu Gevorgu V., da se zaradi varnostnih razlogov odpravi v Byurakan, vendar je ta zavrnil. Armenske sile so na koncu odvrnile turško ofenzivo in postavile temelje Prve republike Armenije.

### Sovjetsko obdobje

#### Zatiranje
Po dveh letih neodvisnosti je bila Armenija decembra 1920 sovjetizirana. V februarju 1921 je vstaja Ečmiadzina za kratek čas (do aprila) prevzela nacionalistična armenska revolucionarna federacija, ki je med 1918 in 1920 dominirala pred sovjetsko armensko vlado.
Decembra 1923 se je zrušila južna apsida stolnice. Obnovili so jo pod nadzorom Torosa Toramanijana, kar je bil prvi primer obnove arhitekturnega spomenika v sovjetski Armeniji. 
Med veliko čistko in radikalno državno ateistično politiko v poznih 1930-ih je stolnico »oblegala institucija NKVD (Народный комиссариат внутренних дел - Narodnyy Komissariat Vnutrennikh Del), saj se je začela kampanja za izkoreninjenje religije«. Armenska komunistična partija se je avgusta istega leta odločila zapreti stolnico, vendar osrednja sovjetska vlada takšnega ukrepa menda ni odobrila. Izolirana od zunanjega sveta je stolnica komaj še delovala, upravitelji pa so jo zmanjšali na približno dvajset ljudi. Domnevno je bila edina cerkev v sovjetski Armeniji, ki jo komunistična vlada ni zasegla.  Disidentska prosovjetska armenska škofija v ZDA je zapisala, da je »velika stolnica postala votel spomenik«.

#### Oživitev
Verski pomen Ečmiadzina je med drugo svetovno vojno počasi okreval. Uradna revija Svetega sedeža je nadaljevala z objavo leta 1944, semenišče pa je bilo ponovno odprto septembra 1945. Leta 1945 je bil po sedemletnem razpisu za položaj izvoljen katolikos Gevorg VI. Število krstov, ki so jih izvedli v Ečmiadzinu, se je močno povečalo: z 200 leta 1949 na približno 1700 v letu 1951. Kljub temu so vlogo stolnice znižali komunistični uradni krogi. »Zanje velja, da cerkveni Ečmiadzin nepreklicno pripada preteklosti in čeprav sta samostan in stolnica občasno prizorišče impresivnih ceremonij, vključno z izvolitvijo novega katolikosa, je s komunističnega vidika to malo pomembno«, je zapisal Walter Kolarz leta 1961.
Ečmiadzin je oživel pod katolikosom Vazgenom I. od obdobja, znanega kot Hruščovovo odtajanje sredi 1950-ih, po Stalinovi smrti. Arheološka izkopavanja so bila izvedena v letih 1955–56 in 1959; stolnica je v tem obdobju doživela večjo prenovo. Premožni dobrotniki diaspore, kot sta Calouste Gulbenkian in Alex Manoogian, so finančno pomagali pri obnovi. Gulbenkian je sam zagotovil 400.000 dolarjev.

### Osamosvojitev Armenije
Leta 2000 je Ečmiadzin doživel prenovo pred praznovanji 1700. obletnice krščanstva Armenije leta 2001. Armenska cerkev je leta 2003 praznovala 1700-letnico posvetitve stolnice. Katolikos Karekin II. je leta 2003 razglasil za leto svetega Ečmiadzina. Septembra istega leta je v Papeški rezidenci potekala akademska konferenca.
Zadnja prenova stolnice se je začela leta 2012, s poudarkom na krepitvi in obnovi kupole in strehe.

## Arhitektura
Danes ima ečmiadzinska stolnica križni tloris z osrednjo kupolo, štirimi prosto stoječimi slopi in štirimi štrlečimi apsidami, ki so po notranjosti polkrožne in na zunaj večkotne. Centralni slopi, v obliki križa, delijo notranji prostor na devet enakih kvadratnih predelkov.
- Pogled na stolnico
- Pogled od strani
- Pogled iz vrtov
- Kupola

### Zunanjost
Aleksander Sahinijan je izjavil, da ima stolnica edinstveno mesto v armenski (in ne-armenski) zgodovini arhitekture, saj prikazuje značilnosti različnih obdobij armenske arhitekture. Po besedah Macka Chahina je stavba stolnice »neizmernega arhitekturnega pomena, zlasti zaradi številnih sprememb in dopolnitev, ki so bile izvedene od njene ustanovitve. Tako danes stavba vključuje več slogov arhitekture«. Kljub temu, da je bila stolnica skozi stoletja večkrat obnavljana in v 17. in 19. stoletju dočakala nekaj sprememb, je ohranila obliko stavbe, zgrajene leta 483/4. Stavba iz 5. stoletja je jedro stolnice, kamnite kupole, stolpiči, zvonik in zadnji del pa so poznejši dodatki. Na zunanjosti stavbe so vgravirani dekorativni geometrijski in cvetlični vzorci ter slepe arkade in medaljoni s svetniki. Del severne in vzhodne stene prvotne stavbe je ohranjen.
Zunanji videz stolnice je bil opisan kot strog, asketski, nevpadljiv in kot »masivna kocka, ki jo je s preprostim cilindrom presegel fasetiran stožec« . Robert H. Hewsen piše, da »ni niti največja niti najlepša armenska cerkev, kljub temu je celoten vtis, ki ga je ansambel predstavlja, navdihujoč, Armenci pa stavbo zelo spoštujejo«. James Bryce je zapisal, da je stolnica »majhna v primerjavi s svojo slavo ali pomembnostjo«. Paul Bloomfield, ki piše za The Times, je izrazil podobno stališče: »[stolnica], čeprav po evropskih standardih majhna, je izjemno pomembna« . Herbert Lottman je v članku New York Timesa iz leta 1976 zapisal: »Kot vse starodavne armenske cerkve, je za stolnico značilno razorožujoče naivno, stožčasto steblo. Z minimalnim ornamentom je zgradba [...] trdna kamnita konstrukcija, njeni loki so trezne romaneskne krivulje« .

#### Reliefi
Na severni steni stolnice sta dva reliefa, ki prikazujeta apostola Pavla in sv. Tekla in enakokraki križ z grškimi napisi. Pavel in Tekla sta predstavljena v pogovoru, Pavel sedi na stolu s prekrižanimi nogami. Te reliefe so različni avtorji datirali med 1. in 6. stoletje. Šahkatunjan in Ghevont Ališan sta predlagala, da so bili ti reliefi ustvarjeni pred izumom armenske abecede leta 405.  Umetnostni zgodovinar Sirarpie Der Nersesian je menil, da so iz 5. ali 6. stoletja . Grigorijan je v svoji analizi iz leta 2012 zapisal, da »lahko vztrajamo, da so trije reliefi Ečmiadzinske stolnice nastali od samega začetka, v letih 302–255« . Po Hasratjanovem mnenju so to najzgodnejši reliefi na stenah stolnice in med najzgodnejšimi predmeti krščanske armenske kiparske umetnosti. 
reliefs and ornaments on the western (main) belfry
- Relief krilate kreature
- Ornamenti
- Relief prikazuje Kristusa
- Ornamenti
- Skulptura s križem

### Notranjost
Zgodnje freske znotraj stolnice so bile obnovljene v 18. stoletju. Stepanos Lehaci (Štefan Poljski) je zvonik ilustriral leta 1664. Armenski slikarji so v 18. in 19. stoletju iz starega testamenta in armenskih svetnikov ustvarili freske prizorov. Naghaš Hovnatan je poslikal dele notranjosti med letoma 1712 in 1721. Njegove slike na kupoli in slika Matere Božje pod oltarjem so se ohranile do danes. Drugi člani ugledne družine Hovnatanov (Hakob, Harutjun in Hovnatan) so ustvarjali slike skozi 18. stoletje. Njihovo delo so v 19. stoletju nadaljevale naslednje generacije iste družine (Mkrtum in Hakob) .
V Tiflisu so leta 1889 vklesali lesena vrata stolnice. Slike so bile odstranjene iz stolnice po ukazu katolikosa Mkrtič Khrimiana leta 1891 in se zdaj hranijo v različnih muzejih v Armeniji, vključno z Narodno galerijo Armenije. Freske znotraj stolnice je obnovila Lydia Durnovo leta 1956 in v letih 1981–82 pod vodstvom Vardgesa Bagdasarjana.
V 1950-ih so bila kamnita tla nadomeščena z marmornimi. 
- Kupola
- Freske na kupoli
- Detajl fresk
- Notranjost
- Oltar
- Glavni vhod

### Vplivi

#### Na armensko arhitekturo
Zasnova ečmiadzinske stolnice - ki jo je v armenski arhitekturni zgodovinopisju imenoval »štiri apsidni kvadrat s ciborijem«  in v armenski arhitekturni zgodovinopisju imenovan Ehmiacnatip ("Ečmiadzinski tip), v zgodnjem srednjeveškem obdobju v Armeniji ni bila pogosta. Zdaj uničena cerkev svetega Teodorja v Bagaranu (danes v Turčiji), ki je nastajala med letoma 624 in 631, je bila edina znana cerkev s pomembno podobnim tlorisom in strukturo iz tega obdobja .
V 19. stoletju, med arhitekturnim oživljanjem, ki se je oziral nazaj v armensko preteklost, se je tloris ečmiadzinske stolnice začel neposredno prepisovati v nove armenske cerkve. Nekaj pomembnih primerov iz tega obdobja so narteks samostana svetega Tadeja na severu Irana iz leta 1811 ali 1819 (znan tudi kot Kara Kilise – 'Črna cerkev') do 1830 in stolnica Ghazančecoc v Šuši v Gorskem Karabahu iz leta 1868. Tloris je preslikovala tudi v armenska diaspora. Primer je armenska cerkev v Bukarešti v Romuniji, ki jo je zasnoval Dimitrie Maimarolu in je bila zgrajena v letih 1911-12.

#### Na evropsko arhitekturo
Umetnostni zgodovinar Josef Strzygowski, ki je bil prvi Evropejec, ki je temeljito preučil armensko arhitekturo in je Armenijo postavil v središče evropske arhitekture, je predlagal, da je ečmiadzinska stolnica vplivala na več cerkva in kapelic v zahodni Evropi zaradi podobnosti v svojih tlorisih. Kot trdi Strzygowski, sta to cerkvi Germigny-des-Prés iz 9. stoletja v Franciji (zgradil jo je Odo iz Metza, verjetno Armenec) in milanska San Satiro, Italija. Pozneje sta ga podprla Aleksander Sahinijan in Varazdat Harutjunjan. Sahinijan je predlagal, da so armensko cerkveno arhitekturo v 8. in 9. stoletju v zahodni Evropi širili Pavlovci, ki so se iz Armenije množično preselili, potem ko jih je bizantinska vlada v obdobju ikonoklazma zatrla. Sahinijan je na seznam cerkva, na katere sta vplivali ečmiadzinska in bagaranska stolnica ter bizantinska dekorativna umetnost, dodal še številne druge srednjeveške cerkve v Evropi, na primer Palatinsko kapelo v Aachnu v Nemčiji. Kot je povedal Murad Hasratjan, se je ta zasnova razširila v Evropo prek Bizantinskega cesarstva in je bila poleg Germigny-des-Prés in San Satiro vzor tudi za cerkev Nea Eklesia v Carigradu in cerkve na gori Atos v Grčiji.

## Oznaka dediščine
Leta 2000 je UNESCO na seznam svetovne dediščine dodal ečmiadzinsko stolnico, cerkve sv. Hripsime, sv. Gajané, Šoghakat in propadlo stolnico Zvartnoc.
Leta 2002 je kompleks z več kot 50 spomeniki, vključno s številnimi hačkarji in grobovi, ki so okoli stolnice, uvrstila armenska vlada na seznam zgodovinskih in kulturnih spomenikov pokrajine Armavir.

## Relikvije
V stolničnem muzeju so na ogled številni predmeti, vključno z rokopisi in verskimi predmeti. Med pomembnimi eksponati so Sveto kopje, relikvije, ki pripadajo Jezusovim apostolom in Janezu Krstniku ter fragmenti Noetove barke.